# Minorissa pustulata
Minorissa pustulata är en insektsart som beskrevs av Walker, F. 1870. Minorissa pustulata ingår i släktet Minorissa och familjen Pyrgomorphidae. Inga underarter finns listade i Catalogue of Life.